# Kiromal Katibin
Kiromal Katibin, né le 21 août 2000, est un grimpeur indonésien spécialisé dans l'escalade de vitesse. Il a dépassé six fois le record du monde d'escalade de vitesse entre le 28 mai 2021 et le 22 juillet 2022, avec un meilleur temps de 5,009 secondes enregistré à Chamonix lors d'une étape de la Coupe du monde d'escalade de 2022, qui n'a été battu qu'en avril 2023 par son compatriote Veddriq Leonardo. Il a terminé deuxième au classement général dans la catégorie vitesse des hommes lors de la série de la Coupe du monde d'escalade 2021 de l'IFSC. Kiromal Katibin a également remporté cinq médailles, dont une d'or, en Coupe du monde d'escalade, toutes dans l'épreuve de vitesse.

## Palmarès
- Jeux mondiaux
  -  Médaille d'argent en vitesse en 2022
  -  Médaille d'argent en vitesse 4 en 2025